# Martín de Soria

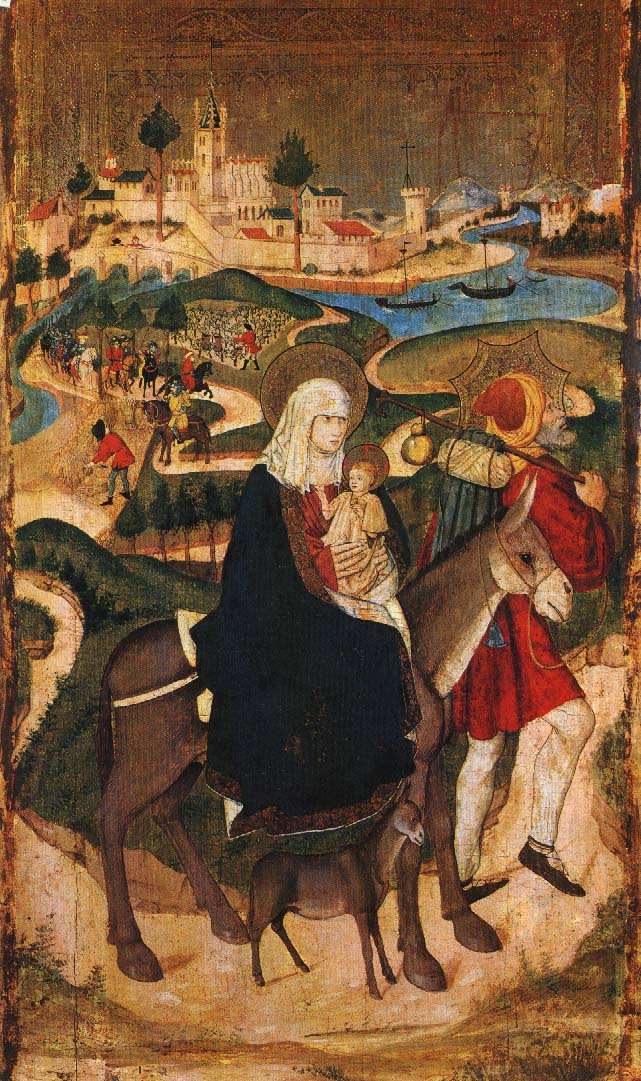
Huida a Egipto, Blasco de Grañén y Martín de Soria, 1454-1476; temple sobre tabla (156 x 88 cm), retablo mayor de la Iglesia de San Salvador (Ejea de los Caballeros).

Martín de Soria (fl. 1449 -1487), fue un pintor gótico hispano flamenco, activo en tierras de Aragón.

## Biografía
Aunque ha sido relacionado con Jaume Huguet y confundido algunas de sus obras con las de la etapa juvenil del pintor catalán en Aragón, las primeras noticias documentales lo ponen siempre en relación con su tío Blasco de Grañén, quien en ocasiones actuó además como su procurador. Consta que en 1457 contrató en unión de Juan Rius la ejecución de un retablo para la villa de Aguilón (Belchite, Zaragoza),  actuando su tío como principal valedor y fiador. A la muerte de Grañén, en 1459, Soria se hizo cargo de los retablos de Épila (Retablo de San Jaime) y Ejea de los Caballeros, que su tío había dejado sin terminar. En el retablo mayor de la iglesia de San Salvador de esta última localidad, contratado por Grañén en 1440 y no finalizado hasta 1476, es posible que le correspondan todas las tablas del cuerpo del retablo, limpiado en 1986 de los repintes que se la habían hecho en el siglo XVIII.
En 1459 contrató con el mercader Miguel de Baltueña un retablo dedicado a la Virgen, San Miguel y Santa Catalina para su capilla en la iglesia de San Pablo de Zaragoza del que se conservan muy dañadas por antiguas restauraciones las tablas de San Miguel y Santa Catalina en el Museo de Zaragoza. Entre 1469 y 1471 se encargó del retablo de la Virgen del Campo en Asín (Zaragoza), quizá el más cercano a Huguet de los suyos. 
Dejando al margen algunas tablas que le han sido atribuidas por cercanía a Huguet, como el retablo de San Juan y San Miguel en la iglesia de San Valero de Zaragoza, ninguna obra segura vuelve a encontrarse hasta el retablo mayor de Pallaruelo de Monegros (Sariñena, Huesca), firmado y fechado en 1485, del que sólo se conservan el banco y la tabla de la Circuncisión en el Museo Diocesano de Huesca, tras su destrucción en 1936. En lo que de él resta y por lo que se puede ver en antiguas fotografías, puede advertirse que Soria empleó soluciones compositivas y tipos humanos, siempre sumariamente tratados, muy cercanos a los utilizados en el retablo de Ejea. En ambos se pueden apreciar, como rasgos característicos de su pintura, la misma tendencia a simplificar los perfiles, a la vez que trata de dotar de vida interior a los rostros, y el interés por los detalles secundarios, especialmente en las escenas que discurren en amplios paisajes, a los que incorpora anecdóticos detalles de la vida campesina. Muy exagerados en la simplificación y abstracción de los detalles, los mismos rasgos se encuentran en el retablo de San Blas de la iglesia de San Salvador de Luesia, para Gudiol obra de decadencia, pintada posiblemente en una fecha cercana a la de su muerte en 1487, aunque una de sus tablas parece ir fechada en 1464.